# Лаго ди Фимон (Виченца)
Лаго ди Фимон је насеље у Италији у округу Виченца, региону Венето.
Према процени из 2011. у насељу је живело 117 становника. Насеље се налази на надморској висини од 26 м.